# 今宿大塚古墳
今宿大塚古墳（いまじゅくおおつかこふん）は、福岡県福岡市西区にある古墳。

## 概要
高祖山北麓の低台に位置する6世紀前半の前方後円墳で、前方部が西を向いている。今宿古墳群のひとつで、1928年2月7日付で国の史跡に指定され、2004年4月5日付で追加指定されている。

## 構造
全長64メートルの前方後円墳で、東西方向に長軸を持ち二段築成である。
1977年に全面に芝生を張り、整った形状の古墳として保存されており、墳丘の外側には墳丘を取り巻くように周壕が掘られている。古墳および周辺部は公園（大塚古墳公園）として整備されている。

## 出土品
栄山江製の土器が出土している。円筒埴輪や武人埴輪、馬形埴輪が外堤から出土しており、この他に須恵器なども出土している。ただし、石室は未調査のままである。

## 交通アクセス
- 鉄道
  - JR筑肥線 今宿駅より徒歩15分[7]
- バス
  - 西鉄バス「西警察署前」より約400m